# Guan barbat
El guan barbat (Penelope barbata) és una espècie d'ocell de la família dels cràcids (Cracidae) que habita la selva humida i bosc de muntanya del vessant occidental dels Andes, al sud-oest de l'Equador i nord-oest del Perú.